# Rayo McQueen
Rayo McQueen (Lightning McQueen en inglés) es un automóvil de carreras prosopopéyico protagonista de las películas de Cars, así como en varios de sus cortometrajes y series animadas, donde ejerce como el principal protagonista de la franquicia.
El personaje posee el apellido del actor y piloto Steve McQueen, y del animador de Pixar Glenn McQueen (del cual se le hizo homenaje al final de Buscando a Nemo).
Diferentes personas le han homenajeado poniéndose su conocido número el “95”, entre ellos Luke Shaw, Usain Bolt en su intento de ser futbolista, o el futbolista José María Alonso.

## Descripción

### Aspecto
En Cars, el diseño de Rayo McQueen está basado en los vehículos de NASCAR. Normalmente lleva un trabajo de pintura roja, con diseños de rayos como adorno y el logo de Rust-eze en su capó. Su número, el 95, es una alusión al año en el que se estrenó la primera película de Pixar (Toy Story).
En Cars 2, modifica su trabajo de pintura para el Gran Prix Mundial, reemplazando el logotipo de Rust-eze sobre su capó con el de Hudson Hornet Piston Cup. También cambia su alerón trasero por un spoiler, y ahora tiene luces reales en lugar de las calcomanías de la primera película. 
En Cars 3 vuelve a tener el logo de Rust-eze y el alerón de la primera película, pero con un diseño nuevo de rayos y llamas, además de conservar sus luces. Al finalizar la película, tiene el diseño azul de Fabuloso Rayo McQueen, inspirado en el modelo de fabuloso que usó su mentor Doc Hudson.

### Personalidad
Al principio, McQueen es arrogante, presumido y confiado, creyendo que puede ganar la Copa Pistón por su cuenta sin la ayuda de cualquier equipo o entrenador. Está tan lleno de sí mismo hasta el punto en el que afirma que no necesita amigos. Sin embargo, también es algo perfeccionista, y no dejará de hacer algo bien, aunque no esté en su mejor interés para entrar en él en primer lugar, como se vio cuando fue asignado por los habitantes de la ciudad para arreglar el camino Que él mismo destruyó cuando llegó a su lugar. Después de unas pocas actuaciones a regañadientes en sus intentos de arreglar el camino, finalmente logra hacerlo. Sus patrocinadores son Rust-eze, una pequeña empresa que vende un ungüento calmante para coches viejos oxidados, que McQueen odia. Sin embargo, se transforma en un personaje más comprensivo y desinteresado durante su estancia en Radiador Springs en la Ruta 66.

### Aparición

#### Cars
Rayo McQueen es un corredor que participa en la Copa Pistón. McQueen está patrocinado por Rust-eze Medicated Bumper Ointment, que utiliza el eslogan Use Rust-eze, y usted... ¡lucirá como yo! Sin embargo, secretamente desdeña Rust-eze, y espera ser elegido para el patrocinio de la compañía petrolera de Dinoco mucho más glamorosa y exitosa. Está seguro de que Dinoco se ofrecerá a patrocinarlo si gana la preciada Copa Pistón.
Al principio de la película, McQueen es retratado como desagradecido, odioso, egoísta y sarcástico. Se observa que previamente despidió a tres jefes de equipo. Durante una parada en boxes, rechaza tontamente el consejo de su equipo de boxes para cambiar sus neumáticos porque quiere permanecer en la delantera. Como resultado, ambos neumáticos traseros explotan en la última vuelta. Evita por poco perder la carrera cuando saca la lengua, lo que lleva a un empate a tres bandas con sus dos rivales Strip "El Rey" Weathers y Chick Hicks. Posteriormente insulta a su equipo de boxes, lo que los lleva a renunciar furiosa y repentinamente.
Preparándose para partir a California para una carrera de desempate, McQueen comienza a darse cuenta de que no tiene verdaderos amigos. En el camino, obliga egoístamente a su gran transportista, Mack, a conducir toda la noche, para que puedan llegar a California antes que sus competidores. McQueen se queda dormido rápidamente, rompiendo así su promesa de permanecer despierto con Mack. A su vez, Mack se agota. Después de un desafortunado encuentro con un cuarteto de coches tuneados, McQueen se separa de Mack, y acelera en la noche en una búsqueda desesperada de Mack, solo para terminar perdido en Radiador Springs, una ciudad olvidada a lo largo de la Ruta 66 donde pronto es arrestado e incautado por el Sheriff.
En Radiador Springs, McQueen se despierta, y se encuentra siendo llevado a la corte por destruir la carretera principal de Radiador Springs. El juez local, Doc Hudson, ordena a McQueen que abandone la ciudad inmediatamente, pero la otra gente del pueblo, incluyendo su abogada local, Sally Carrera, vota para que McQueen repare el camino como una muestra de poder para el servicio comunitario, en la que Doc está de acuerdo. McQueen es entonces ordenado a repavimente el camino, pero en su lugar, intenta escapar de la ciudad. Rápidamente es recapturado y obligado a reasfaltar el camino con el fin de recuperar su libertad. No lo hace correctamente al principio, pero al tomar un descanso, Doc trata de ayudarle a conducir, pero el novato lo rechaza. En el proceso, McQueen aprende sobre la historia de Radiador Springs y comienza a relacionarse con sus habitantes. Una grúa llamada Mate se hace amigo de él, y se enamora de Sally. También revela una historia inusual sobre Doc, quien se revela como un ex tres veces campeón de la Copa Pistón, cuya carrera terminó después de un grave accidente. Después de reparar el camino, y permanecer allí, McQueen es libre de salir de Radiator Springs, y reanudar su viaje a California. Sin embargo, retrasa a propósito su partida para mostrar aprecio por sus nuevos amigos realizando buenas acciones. Durante su tiempo en Radiador Springs, la personalidad de McQueen lentamente comienza a cambiar. Comienza a preocuparse por los demás en lugar de solo a sí mismo y ya no les falta el respeto. Tampoco es tan arrogante como antes estaba mientras estaba en la pista de carreras.
Durante la carrera de desempate en California, McQueen es incapaz de dejar de pensar en Radiador Springs y sus nuevos amigos, lo que le hace perder la concentración. Pronto, se sorprende al ver que Doc Hudson y algunos de sus amigos lo han seguido y asumido el papel de su equipo de boxes. Inspirado en las palabras de animo de Doc, McQueen corre con renovada confianza. Cuando Hicks intenta desviarlo, se recupera realizando con orgullo movimientos que aprendió de Doc (particularmente el "giro" especial de Doc Hudson), y las habilidades en reversa de Mate, mientras McQueen estaba en Radiador Springs.
Durante la última vuelta, la Copa Pistón está claramente al alcance de McQueen. Hicks, dándose cuenta de que está a punto de terminar en el último lugar, golpea a Weathers por detrás, provocando un peligroso accidente. En el Jumbotron de la pista, McQueen es testigo del accidente detrás de él, que es una reminiscencia del accidente que terminó la carrera de Doc hace 52 años antes. Con el fin de ayudar a Weathers a terminar su última carrera, McQueen se detiene repentinamente antes de llegar a la línea de meta, esencialmente perdiendo la victoria. McQueen es sin embargo elogiado por su deportividad generosa, tanto que el propietario del Equipo de carreras de Dinoco, Tex Dinoco se ofrece a contratarlo para suceder a Weathers. McQueen se niega, dándose cuenta de que debe quedarse con sus patrocinadores de Rust-eze en agradecimiento por lograr llevarlo a donde estaba. Tex respeta su decisión y en su lugar se ofrece a hacerle favores cada vez que la necesite. McQueen usa un favor para ganar un paseo en el helicóptero de Dinoco para Mate, cumpliendo el sueño de Mate.
McQueen regresa a Radiador Springs para establecer su sede de carreras, poniendo la ciudad de nuevo en el mapa y trayendo el éxito a todos sus amigos. Reanuda su relación con Sally y se convierte en alumno de Hudson.

#### Videojuego
En Cars: El Videojuego, escrito por Pixar y considerado una continuación de la historia iniciada en la película, McQueen se encuentra al comienzo de la próxima temporada de la Copa Pistón. Con la ayuda de los ciudadanos de Radiador Springs, McQueen se prepara para comenzar su búsqueda de la Copa Pistón, tomando lecciones de derrape de Doc, impulsando con Fillmore, y corriendo hacia atrás con Mater. Con sus nuevas habilidades, McQueen una vez más gana unas carreras de campeonato en la Copa Pistón, para la irritación de su rival y campeón de la Copa Pistón Chick Hicks.
Temiendo que su título está en peligro, Chick alista la ayuda de Pandilla de Turneanos - DJ, Boost, Wingo y Snot Rod - los mismos coches revoltosos que desviaron a McQueen a Radiador Springs, para secuestrar el equipo de carreras de McQueen de Mack en la Interestatal 40. Pero McQueen, quien recibió la mala noticia del Sheriff, es capaz de contraatacar y recuperar su equipo robado por los turneados y llevar a los delincuentes ante la justicia antes de ganar la próxima carrera, que envía a Chick a un frenesí. Rayo desafía a Chick a un Gran Premio en Radiador Springs, seguido de una carrera más de la Copa Pistón en el Autódromo Internacional de Los Ángeles, McQueen gana estos eventos contra Chick, convirtiéndose en el nuevo campeón y llevándose la Copa Pistón en su segunda temporada.
Al final, McQueen, Mate y Sally deciden hacer un viaje de celebración a través del país. Cuando se le preguntó si trajo su trofeo, McQueen señala que no lo hizo, pero lo dejó en un buen lugar, revelado estar en la clínica de Doc Hudson junto a las propias tres Copas Pistón de la leyenda de las carreras de Doc.
Aunque McQueen todavía está patrocinado por Rust-eze, los jugadores son capaces de desbloquear a McQueen con una capa de pintura de Dinoco mientras juegan como él en el modo Historia, modo Arcade y VS. Modo.

#### Cars 2
Cinco años después de los acontecimientos de la primera película, McQueen, ahora cuatro veces campeón de la Copa Pistón (2006-2010), regresa a Radiador Springs después de una exitosa temporada de carreras. Se complace en renovar su amistad con Mate. El respiro de McQueen se interrumpe cuando es reclutado para participar en el primer Gran Prix Mundial de la historia, patrocinado por el ex magnate petrolero Miles Axlerod para promover su nuevo biocombustible, Allinol. McQueen inicialmente se niega, pero es burlado públicamente por el coche de Fórmula 1 Francesco Bernoulli. Mate interviene para defender a McQueen, lo que le lleva a reconsiderar y unirse a la carrera. Mate espera acompañarse en la gira y, a pesar de las preocupaciones sobre el comportamiento inmiscuido de Mate, McQueen acepta a regañadientes.
En Tokio, Japón, en una fiesta previa a la carrera, McQueen se siente avergonzado por las travesuras de Mater y comienza a arrepentirse de haberlo traído. Poco después, Mater se ve envuelto involuntariamente en una misión de espionaje con el espía británico Finn McMissile y la agente británica Holley Shiftwell. Esto conduce a más travesuras durante la primera carrera, que McQueen domina inicialmente. Sin embargo, una mala comunicación de Mate finalmente le cuesta la carrera. Molesto, McQueen se enfrenta a Mate y lo culpa por la pérdida de la carrera, y le dice que no necesita ni quiere su ayuda.
Sintiéndose decepcionado, Mate decide volver a casa, dejando una 
carta de disculpa por McQueen que no quería la causa de que pierda más carreras, dejando a McQueen sintiéndose mal por ser demasiado duro. De camino a casa, Mate termina involucrado en la misión de espionaje una vez más. Mientras tanto, el Gran Prix Mundial pasa a Italia, sin embargo, McQueen está demasiado deprimido para disfrutarlo desde su discusión con Mate. Allí, McQueen llega a entender que incluso los mejores amigos discutirán de vez en cuando, y él se inspira para arreglar su amistad con Mate.
McQueen gana la segunda carrera en Porto Corsa, Italia, para la irritación de Bernoulli, aunque muchos autos terminan dañados. A través de su misión de espionaje, Mate se entera de que un cerebro criminal no identificado está saboteando los autos. Un público desconocido comienza a cuestionar si Allinol tiene la culpa, ya que el combustible es una cosa común que utilizan todos los coches. En respuesta, Axelrod decide retirar Allinol de la carrera final, permitiendo a los coches elegir su propio combustible. McQueen decide continuar con Allinol basándose en el consejo de su amigo y miembro de la tripulación de boxes Fillmore (sin saberlo McQueen, su combustible ya había sido reemplazado por el biocombustible de Fillmore por el Sargento). El cerebro ordena al asistente Profesor Zündapp (Profesor Z) que aproveche la oportunidad y que McQueen sea asesinado, para que Allinol sea culpado. Mate escucha la orden e intenta advertir a McQueen, pero no puede hacerlo antes de ser capturado y quedar inconsciente.
Durante la tercera y última carrera en Londres, Reino Unido, Mate logra escapar del Big Ben y reanuda su intento de advertir a McQueen. En la fosa de McQueen, Mate recibe una llamada de McMissile y se entera de que el cerebro colocó una bomba en su compartimiento del motor mientras estaba inconsciente, y será detonado cuando McQueen se acerque, matándolos a ambos. McQueen ve a Mate y se le acerca, con la esperanza de entregar sus disculpas. Mate se aleja para evitar matar a McQueen. McQueen lo persigue, pensando que Mate está huyendo de la culpa. Pronto están fuera del alcance del mando a distancia del detonador. Después de detenerse, McQueen finalmente se da cuenta de que la misión de espionaje era real después de que Shiftwell y McMissile aparecieran con un Profesor Z capturado. Profesor Z revela que solo el cerebro criminal puede desactivar la bomba de Mate. Mate solo reúne las pistas finales e identifica al cerebro criminal como Miles Axlerod. Esto no tiene sentido para nadie más hasta que Mate explica que Axelrod quería dar un mal nombre a la energía alternativa, porque posee las mayores reservas de petróleo sin explotar del mundo. Mate logró probarlo forzando personalmente a Axelrod a desarmar la bomba en persona, lo que hizo que McQueen y los demás se dieran cuenta de que Axelrod era de hecho el verdadero cerebro criminal después de todo.
Después de la detención de Axlerod y sus cohortes, se reveló que Allinol fue en realidad ingeniería de gasolina por Axelrod como parte de su plan para desacreditar la energía alternativa tal como Mate sospechaba, y que el suministro de Allinol de McQueen fue cambiado con el combustible orgánico de Fillmore por el Sargento, lo que explicaría cómo McQueen logró evitar ser golpeado por la radiación. Al estar tan sorprendido al ver que Mate realmente frustró una conspiración criminal mundial con su propio ingenio, McQueen declara felizmente que Mater puede venir a todas las carreras a partir de ahora si le gusta y arreglaron su amistad, para deleite de Mate. McQueen también fue testigo de la caballería de Mate por la Reina en honor a sus acciones.
De vuelta en Radiador Springs, los competidores se reúnen en una demostración de deportividad para una carrera sin nada en juego. La película termina con McQueen ocupando el primer lugar durante el Gran Premio de Radiador Springs, al que se unieron Mate gracias a los nuevos propulsores de cohetes que le dieron Finn y Holley.

#### Cars 3

Rayo McQueen en Cars Land.

Seis años después de los acontecimientos de la segunda película, la historia comienza con McQueen, ahora siete veces veterano campeón de la Copa Pistón (2007-2015) y leyenda de las carreras, compitiendo en la Copa Pistón mientras se enfrentan a sus viejos amigos veteranos de carreras, Cal Weathers y Bobby Swift todos los que se toman bromas entre sí después de cada carrera. En la última vuelta de una carrera, Jackson Storm, un corredor de alta tecnología, aparece de la nada en la pista, rugiendo más allá de McQueen para ganar. Storm sigue ganando carrera tras carrera a lo largo de la temporada, y muchos corredores veteranos se ven inspirados a retirarse o fueron despedidos por sus patrocinadores para hacer espacio para la los novatos de la próxima generación - incluyendo Cal y Bobby. Durante la última carrera de la temporada en Los Ángeles, McQueen dexagado se esfuerza demasiado mientras intenta alcanzar a Storm, y se envía a sí mismo en un peligroso accidente como le pasó a Doc Hudson y a Strip "El Rey" Weathers. Sally, Mate, Sargento, Fillmore, Luigi y Guido se sorprenden de horror al ver el accidente de McQueen. La premisa de la película gira en torno a que McQueen se recuperó por cuatro meses del accidente que ocurrió anteriormente y fue entrenado por Cruz Ramírez, una técnica y fan de toda la vida de McQueen, durante la desbanda con la esperanza de regresar a su carrera de carreras. Su principal motivación para volver a las carreras es poder entrar en la carrera de las 500 de Florida y derrotar a Storm, después de recibir un ultimátum por el nuevo patrocinador Sterling para retirarse permanentemente a una vida como portavoz pagado si pierde su próxima carrera. Sterling estaba planeando que se retirara de todos modos para poder ganar dinero con las mercancías de jubilación de McQueen, pero escondió su naturaleza y fingió ser un fan.
Después de varios intentos fallidos de entrenamiento, incluyendo dañar el simulador de Sterling y participar en un derby de demolición, McQueen decide buscar al viejo jefe de Doc, Smokey, y finalmente se encuentra con él en el Autódromo de Thomasville en la antigua ciudad natal de Doc, en lo que parece ser las Grandes Montañas Humeantes. Entrenado en inteligencia y velocidad, McQueen corre la primera mitad de las 500 de Florida, con Smokey como su jefe de tripulación, antes de retirarse y darle a Cruz una oportunidad de estrellato, con él como jefe de tripulación. McQueen y Cruz comparten la victoria debido a que Rayo comienza la carrera, y finalmente un patrocinio bajo la marca fusionada Dinoco-Rust-eze Racing Center, por lo que gana la apuesta con Sterling y decide seguir compitiendo, y Cruz se convierte en su alumna. McQueen termina la película con una carrera con Cruz en el Monte de Willy de Radiador Springs, ahora un mentor de jóvenes talentos mientras corre la carrera ocasional de la Copa Pistón.